# キングマンボ
キングマンボ（Kingmambo、1990年2月19日 - 2016年1月20日）はフランスの競走馬である。2010年まではアメリカで種牡馬として供用されていた。父は20世紀末を代表する大種牡馬として知られるミスタープロスペクター、母はブリーダーズカップ・マイル2連覇を含むGI10勝を挙げたミエスクという超良血馬である。
産駒が世界中で活躍しており、この父系はキングマンボ系と呼ばれる。日本調教馬ではエルコンドルパサーやキングカメハメハなどのGI優勝馬がいる。

## 競走馬時代
1992年7月3日、フランスのメゾンラフィット競馬場で開催されたシェーヌ賞でデビューし2着入線。3週間後、同競馬場で開催されたサルディコーリ賞で初勝利を挙げた。しかしその後は好走するも勝ちきれないレースが続き、2勝目を挙げられないまま同シーズンを終え休養に入る。
翌1993年、約半年間の休養明け初戦となるジェベル賞で同期のザフォニックを頭差退け優勝。その後は仏2000ギニー、セントジェームズパレスステークスを快勝しGI2連勝を収め、古馬マイルGI路線へと駒を進める。約2ヶ月の休養を挟みジャック・ル・マロワ賞に出走したが、同期のサイエダティ、スキーパラダイスの牝馬2頭の後塵を拝し3着に惜敗。その3週間後、ムーラン・ド・ロンシャン賞ではスキーパラダイスを抑えて優勝し前走の雪辱を果たしている。なお、このムーラン・ド・ロンシャン賞は母ミエスクも優勝しており、同レース史上唯一の母仔制覇記録となった。その後アスコット競馬場で開催されたクイーンエリザベス2世ステークスに出走、3着に敗れこのレースを最後に引退が発表された。

## 競走成績
以下の内容は、Racing Postの情報に基づく。
| 競走日     | 競馬場           | 競走名               | 格 | 馬場・距離 （馬場状態） | 頭数 | 着順 | タイム  | 着差      | 騎手     | 斤量      | 1着馬（2着馬） |
| ---------- | ---------------- | -------------------- | -- | ----------------------- | ---- | ---- | ------- | --------- | -------- | --------- | -------------- |
| 1992.07.03 | メゾンラフィット | シェーヌ賞           |    | 芝6f（不明）            | 12   | 2着  |         | 2馬身     | F.ヘッド | 9st.2lb.  | Didyme         |
| 0000.07.24 | メゾンラフィット | サルディコーリ賞     |    | 芝6f（So）              | 3    | 1着  | 1:12.90 | (短クビ)  | F.ヘッド | 9st.2lb.  | (Master Peace) |
| 0000.08.02 | ドーヴィル       | カブール賞           | G3 | 芝6f（GS）              | 6    | 2着  |         | 1馬身     | F.ヘッド | 8st.11lb. | Secrage        |
| 0000.08.23 | ドーヴィル       | モル二賞             | G1 | 芝6f（So）              | 10   | 6着  |         | 4馬身     | F.ヘッド | 8st.11lb. | Zafonic        |
| 0000.09.13 | ロンシャン       | サラマンドル賞       | G1 | 芝7f（Gd）              | 6    | 2着  |         | 3馬身     | F.ヘッド | 8st.11lb. | Zafonic        |
| 0000.10.03 | ロンシャン       | 仏グランクリテリウム | G1 | 芝1m（So）              | 11   | 5着  |         | 6+1⁄2馬身 | F.ヘッド | 8st.11lb. | Tenby          |
| 0000.10.26 | サンクルー       | トーマスブリヨン賞   | G3 | 芝1m（So）              | 6    | 2着  |         | +1⁄2馬身  | F.ヘッド | 8st.9lb.  | Mil Foil       |
| 1993.04.07 | メゾンラフィット | ジェベル賞           | L  |                         |      |      |         |           |          |           |                |

## 種牡馬時代
引退後はアメリカに渡り、ケンタッキー州レキシントンにあるレーンズエンドファームで種牡馬として供用された。前述した超良血馬であることに加えてその競走成績からミスタープロスペクターの後継種牡馬の一頭として期待されたなか、初年度産駒からジャパンカップ、サンクルー大賞優勝などクラシックディスタンスで活躍したエルコンドルパサーを出して高い評価を受け、幸先のよいスタートを切った。その後も順調にレモンドロップキッドやアルカセット、ディヴァインプロポーションズ、キングカメハメハなどのGI優勝馬を送り出した。
産駒の活躍を受けて種付け料は年々上昇し、2009年度は25万ドルに設定されていた。2010年度はシンジケート内のプライベート種牡馬となり、金額は公表されていない。
しかし首の持病が悪化して思うように種付けができなくなり、2009年は誕生した産駒が1頭のみ、2010年は1頭と交配されたが受胎しなかった。このため当年限りで種牡馬を引退することになった。2016年1月20日、老衰のため安楽死の措置がとられた。
2014年にエルコンドルパサーが、2024年にキングカメハメハが殿堂入り。産駒から2頭のJRA顕彰馬を輩出したのはトウルヌソル・プリメロ・チャイナロックに続く史上4頭目。

### 産駒の傾向
本質的には芝向きのスピードタイプだが、ベルモントステークスなどを勝ったレモンドロップキッドがいるようにダートへの適性も高い。産駒の多くはマイルから中距離を得意とし、スプリンターやステイヤーなど極端な距離適性を示すタイプは比較的少ない部類に入る。エルコンドルパサーやディヴァインプロポーションズなど、幅広い距離に適応する柔軟性を持つ産駒が目立つことも大きな特徴といえる。体質はおおむね頑健で、輸送や連戦にもよく耐える。また、自身が現役時代重馬場で強さを発揮したように、産駒の多くは馬場の状態に大きく左右されない安定した活躍が見込める。

### 代表産駒
ここではGI級競走勝ち馬のみを列挙する。
- 1995年産
  - エルコンドルパサー（NHKマイルカップ、ジャパンカップ、サンクルー大賞）
    - 1998年度最優秀4歳牡馬
    - 1999年度代表馬・最優秀5歳以上牡馬
    - JRA顕彰馬
- 1996年産
  - Lemon Drop Kid（フューチュリティステークス、ベルモントステークス、トラヴァーズステークス、ホイットニーハンデキャップ、ウッドワードステークス）
- 1997年産
  - キングズベスト（2000ギニーステークス）
  - Bluemamba（プール・デッセ・デ・プーリッシュ）
- 1998年産
  - Voodoo Dancer（ガーデンシティブリーダーズカップハンデキャップ、ダイアナハンデキャップ）
  - Malhub（ゴールデンジュビリーステークス）
- 1999年産
  - Dubai Destination（クイーンアンステークス）
  - スターキングマン（東京大賞典）
- 2000年産
  - Russian Rhythm（1000ギニーステークス、コロネーションステークス、ナッソーステークス、ロッキンジステークス）
  - アルカセット（サンクルー大賞、ジャパンカップ）
- 2001年産
  - キングカメハメハ（NHKマイルカップ、東京優駿）
    - 2004年度最優秀3歳牡馬
    - 2010・11年度日本リーディングサイアー
    - 2020〜22年度日本リーディングBMS
    - 顕彰馬

  - ルールオブロー（セントレジャーステークス）
- 2002年産
  - Divine Proportions（モルニ賞、マルセルブーサック賞、プール・デッセ・デ・プーリッシュ、ディアヌ賞、アスタルテ賞）
- 2005年産
  - Henrythenavigator（2000ギニーステークス、アイリッシュ2000ギニー、セントジェームズパレスステークス、サセックスステークス）
  - Campanologist（ドイツ賞、ラインラントポカル、オイロパ賞）
- 2008年産
  - Master of Hounds（ジェベルハッタ）
- 2009年産
  - Encke（セントレジャーステークス）

他多数

### ブルードメアサイアーとしての代表産駒
- 2001年産
  - スズカマンボ（天皇賞（春））
- 2002年産
  - Maids Causeway（コロネーションステークス）
- 2004年産
  - Duke of Marmalade（ガネー賞、タタソールズゴールドカップ、プリンスオブウェールズステークス、キングジョージ6世&クイーンエリザベスステークス、インターナショナルステークス）
  - Regal Parade（スプリントカップ、モーリス・ド・ゲスト賞）
  - Red Giant（クレメント・L・ハーシュステークス）
  - ライブコンサート（京都金杯）
- 2006年産
  - Gozzip Girl（アメリカンオークスインビテーショナルステークス）
  - Midday（ナッソーステークス（3連覇）、ブリーダーズカップ・フィリー&メアターフ、ヨークシャーオークス、ヴェルメイユ賞）
  - Wiener Walzer（ドイチェスダービー、ラインラントポカル）
  - Miss World（ガーデンシティステークス）
- 2009年産
  - Camelot（レーシングポストトロフィー、2000ギニーステークス、ダービーステークス、アイリッシュダービー）
  - Super Cool（オーストラリアンカップ）
- 2010年産
  - Ruler of the World（ダービーステークス）
- 2011年産
  - ビッグアーサー（高松宮記念、セントウルステークス）
- 2012年産
  - ディアマイダーリン（クイーン賞）
- 2013年産
  - Ulysses（エクリプスステークス、インターナショナルステークス）
  - Cloth of Stars（ガネー賞）
- 2014年産
  - Addeybb（ランヴェットステークス、クイーンエリザベスステークス連覇、チャンピオンステークス）
  - Best Solution（ベルリン大賞、バーデン大賞、コーフィールドカップ）
  - National Defense（ジャン・リュック・ラガルデール賞）
- 2016年産
  - Set Piece（アーリントンミリオンステークス）
- 2017年産
  - Hukum（コロネーションカップ、キングジョージ6世&クイーンエリザベスステークス）
- 2018年産
  - Baaeed（ムーラン・ド・ロンシャン賞、クイーンエリザベス2世ステークス、ロッキンジステークス、クイーンアンステークス、サセックスステークス、インターナショナルステークス）
  - Just Fine（ザメトロポリタン）
- 2019年産
  - El Bodegon（クリテリウムドサンクルー）
- 2022年産
  - Tornado Alert（ダルマイヤー大賞）

## 血統表
| キングマンボの血統（ミスタープロスペクター系 / Native Dancer 3×5=15.62% Nearco 5×5=6.25%） | キングマンボの血統（ミスタープロスペクター系 / Native Dancer 3×5=15.62% Nearco 5×5=6.25%） | キングマンボの血統（ミスタープロスペクター系 / Native Dancer 3×5=15.62% Nearco 5×5=6.25%） | （血統表の出典） | （血統表の出典） |
| 父 Mr. Prospector 1970 鹿毛                                                                | 父の父Raise a Native 1961 栗毛                                                             | Native Dancer                                                                              | Polynesian       | Polynesian       |
| 父 Mr. Prospector 1970 鹿毛                                                                | 父の父Raise a Native 1961 栗毛                                                             | Native Dancer                                                                              | Geisha           |                  |
| 父 Mr. Prospector 1970 鹿毛                                                                | 父の父Raise a Native 1961 栗毛                                                             | Raise You                                                                                  | Case Ace         | Case Ace         |
| 父 Mr. Prospector 1970 鹿毛                                                                | 父の父Raise a Native 1961 栗毛                                                             | Raise You                                                                                  | Lady Glory       |                  |
| 父 Mr. Prospector 1970 鹿毛                                                                | 父の母Gold Digger 1962 鹿毛                                                                | Nashua                                                                                     | Nasrullah        | Nasrullah        |
| 父 Mr. Prospector 1970 鹿毛                                                                | 父の母Gold Digger 1962 鹿毛                                                                | Nashua                                                                                     | Segula           |                  |
| 父 Mr. Prospector 1970 鹿毛                                                                | 父の母Gold Digger 1962 鹿毛                                                                | Sequence                                                                                   | Count Fleet      | Count Fleet      |
| 父 Mr. Prospector 1970 鹿毛                                                                | 父の母Gold Digger 1962 鹿毛                                                                | Sequence                                                                                   | Miss Dogwood     |                  |
| 母 Miesque 1984 鹿毛                                                                       | 母の父Nureyev 1977 鹿毛                                                                    | Northern Dancer                                                                            | Nearctic         | Nearctic         |
| 母 Miesque 1984 鹿毛                                                                       | 母の父Nureyev 1977 鹿毛                                                                    | Northern Dancer                                                                            | Natalma          |                  |
| 母 Miesque 1984 鹿毛                                                                       | 母の父Nureyev 1977 鹿毛                                                                    | Special                                                                                    | Forli            | Forli            |
| 母 Miesque 1984 鹿毛                                                                       | 母の父Nureyev 1977 鹿毛                                                                    | Special                                                                                    | Thong            |                  |
| 母 Miesque 1984 鹿毛                                                                       | 母の母Psadoble 1979 鹿毛                                                                   | Prove Out                                                                                  | Graustark        | Graustark        |
| 母 Miesque 1984 鹿毛                                                                       | 母の母Psadoble 1979 鹿毛                                                                   | Prove Out                                                                                  | Equal Venture    |                  |
| 母 Miesque 1984 鹿毛                                                                       | 母の母Psadoble 1979 鹿毛                                                                   | Santa Quilla                                                                               | Sanctus          | Sanctus          |
| 母 Miesque 1984 鹿毛                                                                       | 母の母Psadoble 1979 鹿毛                                                                   | Santa Quilla                                                                               | Neriad F-No.20   |                  |

1歳下の半妹East of the Moon（父Private Account）はフランス1000ギニー、フランスオークス、ジャック・ル・マロワ賞とGI3勝を挙げている。全弟にMiesque's Sonとミシックトライブ（日本で種牡馬として供用）がいる。そのほかの近親には香港マイルなどを勝ち安田記念にも出走したグッドババ、阪神3歳牝馬ステークス2着のキュンティアなどがおり、血統を評価され日本へ輸出された馬も多い。